# Johannes Browallius
Johann Browall, noto col nome latinizzato di Johannes Browallius (Västerås, 30 agosto 1707 – Turku, 25 luglio 1755), è stato un teologo, botanico e fisico svedese, che intrattenne un rapporto di amicizie e di stima professionale con il famoso tassonomista svedese Linneo.

## Biografia
Di credo luterano, Browall intraprese sia la carriera ecclesiastica sia quella di erudito e docente. Fu professore di fisica dal 1737 al 1746 e professore di teologia dal 1746 al 1749. Durante la sua carriera ecclesiastica ricoprì l'incarico di vescovo della città finlandese di Turku, per divenire successivamente capo di una diocesi della Chiesa di Svezia. Infine, dal 1749 fino alla sua morte, ricoprì il ruolo di vice-cancelliere dell'Accademia reale di Turku e ne fu rettore negli anni 1745-1746 e 1747-1748.
Fu eletto membro dell'Accademia reale svedese delle scienze nel 1740.

### Attività scientifica
Nel 1735 i semi di una pianta raccolti a Panama da Robert Millar furono donati a Philip Miller del Chelsea Physic Garden di Londra. Le piante furono coltivate e inviate alla Royal Society ma con il nome Dalea. Questa pianta fu chiamata Browallia (Species Plantarum 2: 631 1753 [1 maggio 1753]; Genera plantarum ed. 5, 1754) dal famoso tassonomista di piante Carl Linneo in onore del suo connazionale e collega botanico. I principi della nomenclatura botanica di Linneo furono esposti per la prima volta nella Fundamenta botanica del 1736 e successivamente elaborati, con numerosi esempi, nella sua Critica botanica del 1737. Il libro venne pubblicato in Germania quando Linneo aveva ventinove anni e il frontespizio riporta un commento di Johannes Browall.
Ad ogni modo il rapporto di amicizia tra i due non durò, in quanto Browall consigliò al giovane Linneo di finire gli studi all'estero, quindi di sposare una ragazza ricca, anche se era già fidanzato con Sara Lisa Moraea. Linneo trascorse davvero l'inverno tra il 1737 e il 1738 a Leida, in viaggio per la Francia. Mentre era all'estero, gli fu inviata la notizia che "il suo migliore amico B." aveva approfittato della sua assenza per corteggiare Sara Lisa Moraea ed era quasi riuscita a convincerla che il suo fidanzato non sarebbe mai tornato in Svezia. Tuttavia, lo stratagemma di Browall fallì e Sara Lisa e Linneo si sposarono nel 1739. L'iscrizione sotto Browallia grandiflora nella rivista botanica di Curtis del 1831 riporta:

## Opere

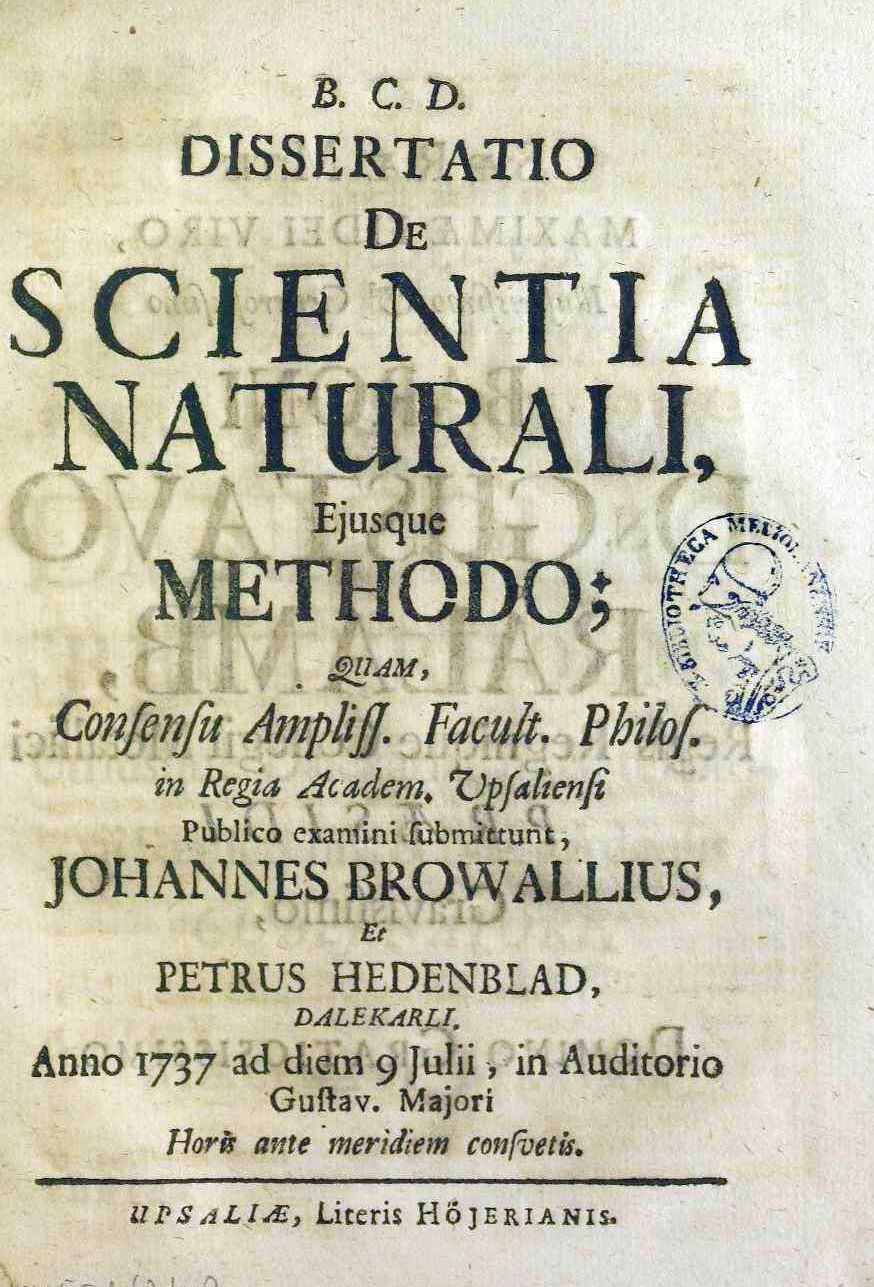
De scientia naturali, eiusque methodo, 1737

- (LA) De foederibus Christianorum cum infidelibus meletema philosophicum..., Stoccolma 1730. (dissertazione)
- (FI) Oskyldig mål-ro, eller, förnöjliga samtal om hwarjehanda lärda och nyttiga saker. Them ro-älskandom til roande på lediga stunder, Horat. de arte poët, Stoccolma 1731.
- (FI) Förnuftigt och nöjsamt samtal goda wänner emellan om allhanda saker, Stoccolma 1732.
- (LA) De scientia naturali, eiusque methodo, Uppsala, Ludvig Decreaux, 1737.
- (FI) Tankar öfwer naturkunnigheten, och huru then bör drifwas wid en academia. Stockholm, tryckte hos Peter Jöransson Nyström, Stoccolma 1737.
- (LA) Discursus de introducenda in scholas et gymnasia praecipue vero in gymnasium Arosiense historiae naturalis lectione, ad generosissimum Dalekarliae gubernatorem, lib. bar. de Reuterholm, et reverendissimum Arosiensem episcopum doct. Andr. Kalsenium, Leida 1737.
- (LA) Specimen botan. de convallariae specie, vulgo lilium convallium dicta: ex occasione loci Cantic, Stoccolma 1741.
- (FI) Försök, rön ock anmärkningar angående arseniken och i synnerhet des metalliska natur, framgifne, Stoccolma 1744
- (FI) Oförgripeliga tankar om underwisnings-wärket, vid gymnasier och scholarne i riket, Stoccolma 1751. (pubblicata anonima)